# Tateomys rhinogradoides
Tateomys rhinogradoides is een knaagdier uit het geslacht Tateomys dat voorkomt op Celebes. In totaal zijn er acht exemplaren bekend: het holotype uit Gunung Latimodjong, gevangen in 1930 op 2200 m hoogte, een exemplaar uit Gunung Tokala, gevangen in 1973 op 2400 m hoogte, en zeven exemplaren gevangen in 1973 en 1975 op 7300 tot 7500 voet op Gunung Nokilalaki, dicht bij de top. De soort leeft in koel en nat bergregenwoud. Deze soort eet voornamelijk wormen, is ’s nachts actief en leeft op de grond.
T. rhinogradoides is een grote, spitsmuisachtige rat met een verlengde snuit, een staart die iets langer is dan de kop-romp en een bruingrijze, dikke, korte, fluweelachtige rugvacht. De buik is ook kort en dik, maar is grijs van kleur. De neus is vlezig, lijkend op die van spitsmuizen als Crocidura. De verlengde, donkere oren zijn bruingrijs. De dikke staart is van boven grijsbruin en van onder wit met verspreide donkergrijze haren. De voorvoeten zijn breed; de klauwen zijn long, rond en ongepigmenteerd. De achtervoeten zijn lang, smal en sterk; de klauwen zijn niet gepigmenteerd. Vrouwtjes hebben 0+2=4 mammae. De kop-romplengte bedraagt 137 tot 156 mm, de staartlengte 152 tot 170 mm, de achtervoetlengte 36 tot 38 mm, de oorlengte 17 tot 24 mm en het gewicht 70 tot 98 gram.